# (19980) Barrysimon
(19980) Barrysimon est un astéroïde de la ceinture principale.

## Description
(19980) Barrysimon est un astéroïde de la ceinture principale. Il fut découvert le 22 novembre 1989 à l'Observatoire Palomar par Carolyn S. Shoemaker et David H. Levy. Il présente une orbite caractérisée par un demi-grand axe de 2,35 UA, une excentricité de 0,25 et une inclinaison de 21,6° par rapport à l'écliptique.

## Compléments